# Guinsiliban
Guinsiliban es un municipio filipino de sexta categoría, situado en la provincia de Camiguín. Según el censo de 2020, tiene una población de 6685 habitantes.
Está situada en la región administrativa de Mindanao del Norte (en cebuano, Amihanang Mindanaw), también denominada Región X. Para las elecciones está encuadrado en el distrito de Lone.

## Barrios
El municipio  de Guinsiliban se divide, a los efectos administrativos, en 7 barangayes o barrios, conforme a la siguiente relación:
| - Butay - Cabuan | - Cantaan - Liong | - Maac - Población Norte | - Población Sur |  |

## Historia
Antiguos documentos españoles indican que Fernando de Magallanes y Miguel López de Legazpi llegaron a la isla en 1521 y 1565, respectivamente.[cita requerida]

### Influencia española
El primer asentamiento data de 1598 y se produce en lo que hoy es Guinsiliban. Guinsiliban proviene de la antigua palabra kinamiguin Ginsil-Yo-pan, que significa mirar hacia fuera y se miraba desde una torre de vigilancia o tiene una vieja atalaya española desde donde los camiguinos avisaban de la presencia de los piratas moros.[cita requerida]
La provincia de Misamis, creada en 1818, formaba  parte del Imperio español en Asia y Oceanía (1520-1898). Estaba dividida en cuatro partidos. El Partido de Catarmán estaba en la isla de Camiguín, con la ciudad de Catarmán y los pueblos de Mambájao, Guinsiliban y Sagay.

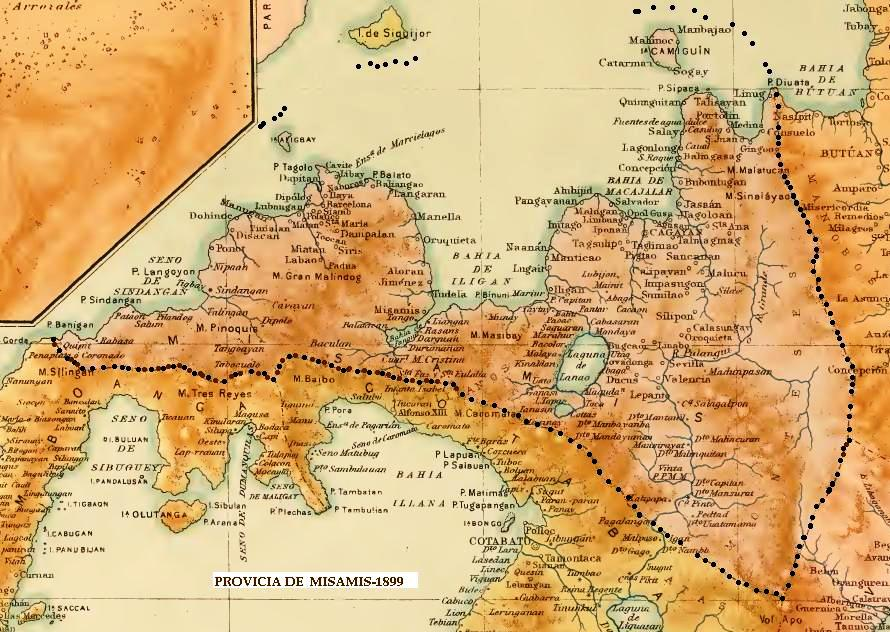
El distrito 2.º de Misamis en 1899.

A principios del siglo XX la isla de Mindanao se hallaba dividida en siete distritos o provincias, uno de los cuales era el distrito 2.º de Misamis. Su capital era la villa de Cagayán de Misamis y del mismo dependía la comandancia de Dapitan. Formaban parte de este distrito las visitas de Guinsiliban, Sagay, Catarmán, Mambájao, Mahinoc, Iponan, Opol y Molugán. Manbajao contaba con una población de 9.793 almas.

### Ocupación estadounidense

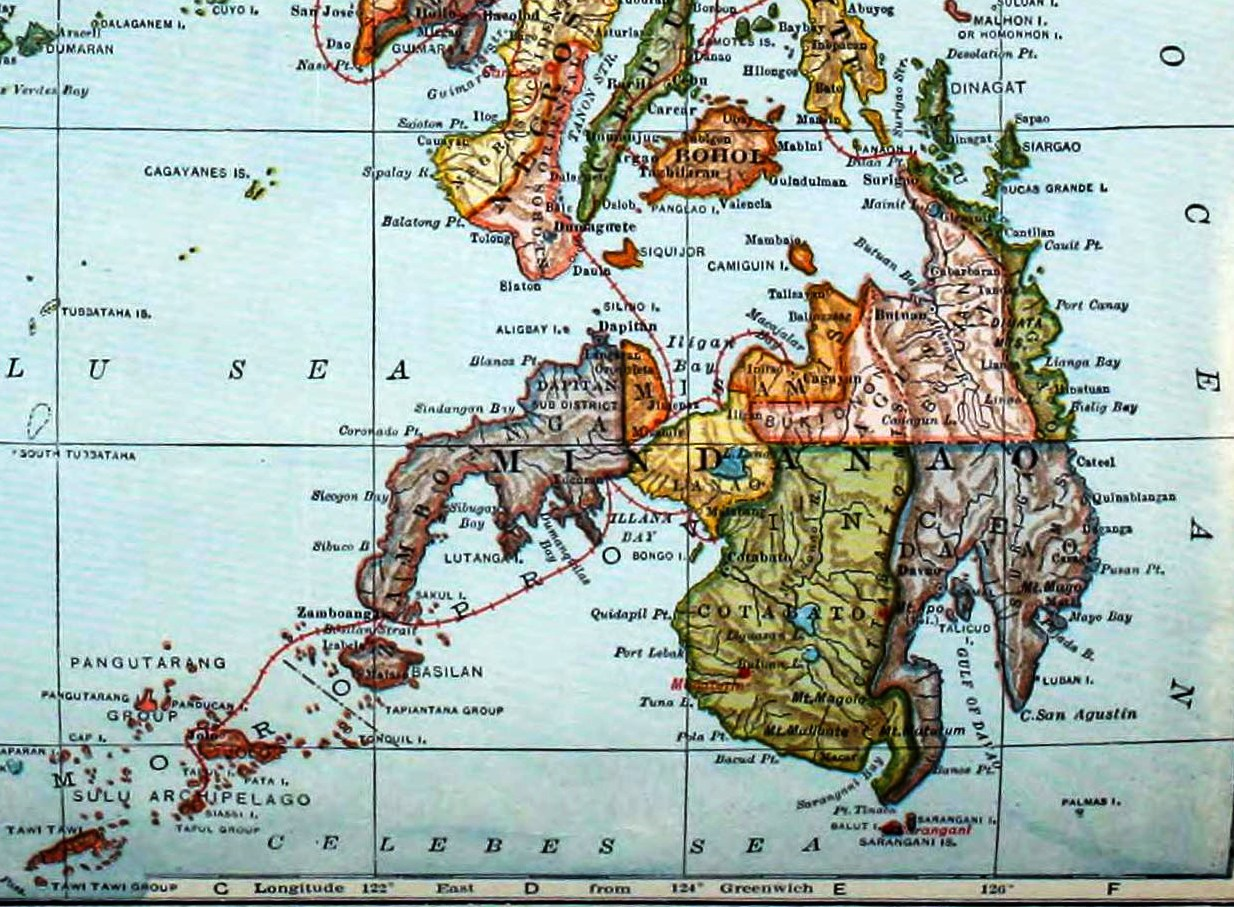
Mindanao en 1921.

Una vez pacificado el territorio, el gobierno civil de la provincia de Misamis fue establecido el 15 de mayo de 1901 incluyendo la subprovincia de Bukidnon.
Catarmán, Mambajao y Sagay eran tres de los  14 municipios de esta provincia, tal como figura en la División Administrativa de Filipinas de 1916 y también en el plano del censo de 1918. Guinsiliban era un barrio de Sagay.

### Independencia
El 13 de junio de 1950 fue creado el municipio de Guinsiliban formado por cuatro barrios hasta entonces pertenecientes al municipio de Sagay: Guinsiliban, sede del municipio,  Maac, Cabuan y Liong.
El 22 de junio de 1957 fue creada la subprovincia de Camiguín con sede en Mambajao.
El 18 de junio de 1966 la subprovincia de Camiguin se separa de la provincia de Misamis Oriental constituyéndose como una nueva provincia separada e independiente.